# 菲利普·谢里登
菲利普·亨利·谢里登（英語： 1831年3月6日—1888年8月5日）美国陆军职业军官、南北战争时期联邦军将领。他因迅速被提拔为少将和与尤利西斯·S·格兰特共事而知名，最後晉升上將。谢里登对南北戰爭后期联邦军取胜有十分重要的贡献。M551谢里登轻型坦克即得名于他。

## 印第安戰爭
1878年12月21日《哈珀周刊》上的一部動畫片，菲利普·謝里丹和內政部长卡爾·舒爾茨大平原的保護歸密蘇里州管轄，該州的行政面積超過1,000,000英里，涵蓋了密西西比河與落基山脈之間的所有土地。溫菲爾德·斯科特·漢考克少將於1866年被分配到國防部，但由於他的競選活動不當，導致蘇城和夏安的襲擊襲擊了郵件教練，燒毀了車站並殺死了僱員。他們還殺害並綁架了邊境上的大量定居者。在州長的壓力下，格蘭特將軍求助於謝里登。1866年9月，謝里登到達德克薩斯州弗雷德里克斯堡附近的前福特馬丁·斯科特堡，在那裡他花了三個月的時間在德克薩斯山丘地區征服了印第安人。
1867年8月，格蘭特任命謝里登領導密蘇里州部門並安撫平原。他的部隊，甚至加上州民兵，都散布得太少而沒有任何實際效果。他構想的策略與他在雪蘭多厄山谷使用的策略相似。在1868-69年的冬季戰役中（瓦希塔河戰役是其中的一部分），他在冬季地區襲擊了夏安，基奧瓦和科曼奇部落，奪走了他們的補給品和牲畜，殺死了抵抗者，將其餘人員趕回他們的保留。在格蘭特當選美國總統後，謝爾曼被提升為陸軍上將，謝里登被任命為密蘇里州軍事部司令部，所有大平原都由他領導。到1874年，在印第安土地上闖入的專業獵人殺死了超過400萬隻野牛，謝里登為之鼓掌：「讓他們殺死，剝皮並出售，直到水牛被滅絕為止」。當德克薩斯州立法機關考慮取締部落土地上的野牛偷獵法時，謝里登親自作證，建議立法機關應給每位獵人一枚獎章，一面刻有一隻死水牛，另一面刻有灰心的印第安人。 最終，印第安人回到了他們指定的保留地。 
謝里登的部門進行了1876-77年的紅河戰爭，Ute戰爭和Sioux大戰，結果導致一名值得信賴的下屬乔治·阿姆斯特朗·卡斯特中校喪生。當謝里登成為美國陸軍的總司令時，印第安的襲擊在1870年代平息，並在1880年代初幾乎結束。科曼奇酋長托薩維（Tosawi）在1869年曾對謝里登說：「托薩維 - 是個好的印第安人」，謝里丹據稱對他回答：「我見過的好印第安人都已死了。」迪·布朗（Dee Brown）在《受傷的膝蓋的埋葬我的心》中引用了謝里登的話，他說：「在場的查爾斯·諾德斯特朗中尉記住了這些單詞並將其傳承下去，直到後來被美國的格言磨練：『唯一的好印第安人，是一位死去的印第安人』。謝里丹否認他曾經發表過這一聲明。[傳記]羅伊·莫里斯（Roy Morris Jr.）指出，儘管如此，通俗歷史稱讚謝里丹說『唯一的好印第安人是死去的印第安人』。 從那以後，朋友和敵人就一直使用他來形容和譴責他的印第安戰鬥生涯。